# Wahlbezirk Böhmen 97
Der Wahlbezirk Böhmen 97 war ein Wahlkreis für die Wahlen zum Abgeordnetenhaus im österreichischen Kronland Böhmen. Der Wahlbezirk wurde 1907 mit der Einführung der Reichsratswahlordnung geschaffen und bestand bis zum Zusammenbruch der Habsburgermonarchie.

## Geschichte
Nachdem der Reichsrat im Herbst 1906 das allgemeine, gleiche, geheime und direkte Männerwahlrecht beschlossen hatte, wurde mit 26. Jänner 1907 die große Wahlrechtsreform durch Sanktionierung von Kaiser Franz Joseph I. gültig. Mit der neuen Reichsratswahlordnung schuf man insgesamt 516 Wahlbezirke mit je einem zu wählenden Abgeordneten, die durch Direktwahl mit allfälliger Stichwahl bestimmt wurden. Der Wahlkreis Böhmen 97 umfasste den Gerichtsbezirk Asch ohne die Stadt Haslau. Aus der Reichsratswahlen 1907 ging Eduard von Stransky von der Freialldeutschen Partei als Sieger hervor. Stransky unterlag bei der Reichsratswahl 1911 seinerseits in der Stichwahl dem Sozialdemokraten Oswald Hillebrand.

## Wahlen

### Reichsratswahl 1907
Die Reichsratswahl 1907 wurde am 14. Mai 1907 (erster Wahlgang) sowie am 23. Mai 1907 (Stichwahl) durchgeführt.

#### Erster Wahlgang
| Kandidat                                                              | Partei                     | Wahlkreisstimmen | Prozent |
| --------------------------------------------------------------------- | -------------------------- | ---------------- | ------- |
| Franz Schuhmeier                                                      | Sozialdemokratische Partei | 3718             | 49,4 %  |
| Eduard von Stransky                                                   | Freialldeutschen Partei    | 1808             | 24,0 %  |
| Franz Stein                                                           | Alldeutsche Vereinigung    | 1747             | 23,2 %  |
| Thomas Urban                                                          | Christlichsoziale Partei   | 198              | 2,6 %   |
|                                                                       | Sonstige Parteien          | 4                | 0,1 %   |
| Wahlberechtigte: 8166, Ungültige Stimmen: 49, Wahlbeteiligung: 92,8 % |                            |                  |         |

#### Stichwahl
| Kandidat                                                               | Partei                     | Wahlkreisstimmen | Prozent |
| ---------------------------------------------------------------------- | -------------------------- | ---------------- | ------- |
| Eduard von Stransky                                                    | Freialldeutschen Partei    | 3924             | 51,7 %  |
| Franz Schuhmeier                                                       | Sozialdemokratische Partei | 3666             | 48,3 %  |
| Wahlberechtigte: 8164, Ungültige Stimmen: 113, Wahlbeteiligung: 94,4 % |                            |                  |         |

### Reichsratswahl 1911
Die Reichsratswahl 1911 wurde am 13. Juni 1911 sowie am 20. Juni 1911 (Stichwahl) durchgeführt.

#### Erster Wahlgang
| Kandidat                                                               | Partei                     | Wahlkreisstimmen | Prozent |
| ---------------------------------------------------------------------- | -------------------------- | ---------------- | ------- |
| Oswald Hillebrand                                                      | Sozialdemokratische Partei | 3383             | 43,0 %  |
| Eduard von Stransky                                                    | Deutschradikale Partei     | 2303             | 29,2 %  |
| Theodor Rakus                                                          | Alldeutsche Vereinigung    | 2020             | 25,6 %  |
|                                                                        | Sonstige                   | 170              | 2,2 %   |
| Wahlberechtigte: 8636, Ungültige Stimmen: 103, Wahlbeteiligung: 92,4 % |                            |                  |         |

#### Stichwahl
| Kandidat                                                               | Partei                     | Wahlkreis- stimmen | Prozent |
| ---------------------------------------------------------------------- | -------------------------- | ------------------ | ------- |
| Oswald Hillebrand                                                      | Sozialdemokratische Partei | 3888               | 53,0 %  |
| Eduard von Stransky                                                    | Deutschradikale Partei     | 3446               | 47,0 %  |
| Wahlberechtigte: 8436, Ungültige Stimmen: 494, Wahlbeteiligung: 92,8 % |                            |                    |         |